# Comtat de Hiiu
Hiiu (en estonià Hiiumaa) és un dels comtats en què es divideix Estònia, i que consisteix en l'illa de Hiiumaa. La seva capital és Kärdla. Segons cens de 2021 compta amb una població de 8.497 habitants distribuïts en una superfície de 1,032 km2.

## Govern del comtat
El govern del comtat (en estonià Maakonnavalitsus) és dirigit per un governador (maavanem), que és nomenat pel govern d'Estònia per un termini de cinc anys. Des del 3 de març de 2004 el governador és Hannes Maasel.

## Municipis
El comtat se sotsdivideix en municipis. Hi ha 4 municipis rurals (vallad, "comunes") al comtat.

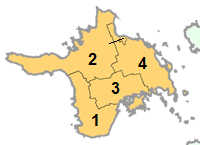
Municipis del comtat de Hiiu

Municipis rurals:
- 1 Emmaste
- 2 Hiiu
- 3 Käina
- 4 Pühalepa